# Amália da Saxónia
Amália da Saxónia (Dresden, 10 de agosto de 1794 - Dresden, 18 de setembro de 1870), foi princesa da Saxónia e compositora alemã com o pseudónimo de A. Serena e, também, uma dramaturga sob o pseudónimo de Amalie Heiter. 

## Biografia
Era a filha mais velha de Maximiliano, Príncipe Herdeiro da Saxônia e da princesa Carolina de Parma. Era também neta de Frederico Cristiano, Eleitor da Saxônia e irmã do rei Frederico Augusto II da Saxónia, de João da Saxónia.
A princesa Amália viveu toda a sua vida no Castelo de Pillnitz perto de Dresden, Alemanha. Era uma mulher bem educada e intelectualmente curiosa que compunha música de salão, ópera e música sagrada, cantava, escrevia comédias e tocava cravo.
Amália era ainda uma criança durante as invasões napoleónicas e teve de fugir do seu castelo várias vezes. Ela e a família foram forçados a dormir em palha onde quer que encontrassem refúgio. Ela encontrou-se com Napoleão várias vezes e tinha uma má opinião dele. Quando Napoleão lhe disse que ia invadir a Áustria, ela respondeu-lhe azedamente.

## Carreira musical
Amália começou a escrever música em 1811 e compôs várias óperas que foram populares entre a elite de Dresden. Ela publicava os seus trabalhos sob os pseudónimos de Amalie Heiter e A. Serena. Os seus melhores trabalhos foram as operas cómicas onde ela conseguiu retratar as suas personagens com inovação e cor.
Amália estudou com Joseph Schuster, Vincenzo Rastrelli, Johann Miksch, Franz Anton Schubert e Carl Maria von Weber. Webber achava-a "muito talentosa."

## Trabalhos musicais
1. Una donna (1816)
2. Le nozze funeste (1816)
3. Le tre cinture (1817)
4. Il prigioniere (1820)
5. L'americana (1820)
6. Elvira (1821)
7. Elisa ed Ernesto (1823)
8. La fedeltà alla prova (1826)
9. Vecchiezza e gioventù (1828)
10. Il figlio pentito (1831)
11. Il marchesino (1833)
12. Die Siegesfahne (operetta, 1834)
13. La casa disabitata (1835)

## Honras
- Espanha: 89.° Dama da Ordem da Rainha Maria Luísa - .